# Esquadrão N.º 145 da RAF
O Esquadrão N.º 145 foi um esquadrão da Força Aérea Real que operou durante a Primeira Guerra Mundial, a Segunda Guerra Mundial e a Guerra Fria.

## História
O Esquadrão foi formado em 15 de maio de 1918. Equipado com caças Royal Aircraft Factory SE5, apoiou as ofensivas finais contra os turcos na Palestina. A unidade foi dissolvida em 2 de setembro de 1919.
Em 10 de outubro de 1939, o esquadrão foi reformado, recebendo caças Hurricane em março de 1940. Operou em Dunquerque e na Batalha da Grã-Bretanha antes de se reequipar com o Supermarine Spitfires no início de 1941.
O piloto de combate americano Lance C. Wade, um dos principais ases da aviação dos Aliados no Teatro de Operações Mediterrâneo (MTO), foi comandante de voo e líder de esquadrão do esquadrão. Na primavera de 1943, a esquadrilha 'C' do esquadrão era composta por uma força polaca. Em março de 1943, os pilotos do Esquadrão N.º 145 vindos dos Estados Unidos, Grã-Bretanha, Nova Zelândia, Argentina, Trinidad, Canadá, África do Sul, Austrália e Polónia foram creditados com 20 aeronaves do Eixo destruídas, mais de um terço do total destruído por toda a RAF no MTO desse mês.